# Inagaw mo ang lahat sa akin
Inagaw mo ang lahat sa akin é um filme de drama filipino de 1995 dirigido e escrito por Carlos Siguion-Reyna. Foi selecionado como representante das Filipinas à edição do Oscar 1996, organizada pela Academia de Artes e Ciências Cinematográficas.

## Elenco
- Maricel Soriano - Jacinta
- Snooky Serna - Clarita
- Eric Quizon - Joey
- Tirso Cruz III - Peping
- Armida Siguion-Reyna - Almeda
- Robert Arevalo - Arcadio